# Stempellinella brevilamellae
Stempellinella brevilamellae är en tvåvingeart som beskrevs av Guo och Wang 2005. Stempellinella brevilamellae ingår i släktet Stempellinella och familjen fjädermyggor. Inga underarter finns listade i Catalogue of Life.